# Ligament tibio-fibulaire antérieur
Le ligament tibio-fibulaire antérieur (ou ligament péronéo-tibial antérieur et inférieur) un ligament de l'articulation tibio-fibulaire distale.
C'est une bande fibreuse plate et trapézoïdale, plus large en bas qu'en haut. Il s'étend obliquement vers le bas et latéralement entre les bords antérieurs adjacents du tibia et de la malléole latérale de la fibula.
Il est en rapport, en avant, avec le muscle troisième fibulaire, et à l'arrière avec le ligament tibio-fibulaire transverse.